# Eddie Anderson
Eddie Anderson (Warner Robins, 22 luglio 1963) è un ex giocatore di football americano statunitense che ha militato nel ruolo di safety nella National Football League (NFL).

## Carriera
Anderson fu scelto nel corso del sesto giro (153º assoluto) del Draft NFL 1986 dai Seattle Seahawks. Vi giocò una sola stagione per 5 partite, prima di passare ai Los Angeles Raiders con cui ebbe una carriera di buon livello, mettendo a segno 819 tackle e 19 intercetti. Nel 1992 stabilì un record di franchigia ritornando un intercetto per 102 yard.